# 仲間達也
仲間 達也（なかま たつや、1980年 - ）は、日本の医師。第14代公益社団法人日本ボクシング連盟会長。沖縄県出身。

## 学歴
1999年3月：昭和薬科大学附属高等学校 卒業
2005年3月：宮崎大学 医学部 医学科 卒業

## 医師としての経歴
- 2005年4月：宮崎大学附属病院 初期研修医[1]
- 2007年4月：宮崎市郡医師会病院 心臓病センター 循環器内科 後期研修医[1]
- 2009年4月：同 循環器内科 医員[1]
- 2015年4月：同 循環器内科 医長（血管造影室主任兼務）[1]
- 2018年4月：東京ベイ・浦安市川医療センター 循環器内科 医長[1]
- 2019年4月：東京ベイ・浦安市川医療センター 循環器内科 副部長[1]
- 2022年4月：東京ベイ・浦安市川医療センター 下肢救済センター　センター長（現職兼任）
- 2024年4月：東京ベイ・浦安市川医療センター 循環器内科 部長[1]（現職）

## 現職
- 医師／循環器内科 部長
- 下肢救済センター センター長
- 千葉大学 臨床 教授
- 東京慈恵会医科大学 附属病院  外科学講座 血管外科 研究員
- 順天堂大学 医学部附属順天堂医院 心臓血管外科 客員准教授

## 公益社団法人日本ボクシング連盟での経歴
- リングドクターとして宮崎大会や九州大会の競技をサポート[2]
- 医事委員会 副委員長、アンチ・ドーピング委員 などを歴任[3]
- 専務理事として日本ボクシング連盟の改革を支える
- 2024年6月から第14代会長[4]。

## ボクシング選手としての経歴
- 1998年 全九州高校大会 フェザー級優勝
- 大学受験に専念するため、国体出場を断念し医学の道を志す[3]
- 昭和薬科大学附属高等学校出身で同校にボクシング部はなかったが、故・金城真吉氏や沖縄水産高の監督だった川上栄秀氏らの教えを受ける[3]

## 受賞歴
- 2012年6月：A novel case report, trans-collateral angioplasty for below the ankle session: First rank of Oral Presentation in Multidisciplinary European Endovascular Therapy (MEET) 2012, Rome, Italy[1]

- 2015年4月：Novel retrograde access technique for recanalization of below-the-knee arteries; medial plantar puncture (sole puncture): Best oral presentation award in TCTAP 2015, Seoul, Korea[1]

- 2019年：優秀演題賞: Extreme recanalization of ligated external iliac artery: percutaneous anatomical endoluminal bypass for iliac artery occlusion. Cardiovascular Innovations (CVI) 2019, デンバー[1]
- 2023年：Vascular Carrier Achievement Award: The 2023 Vascular Carrier Achievement Award recipient from VIVA foundation VIVA23, Las Vegas: https://viva-foundation.org/awards